# Пантелеевка (Луганская область)
Пантелеевка (укр. Пантеліївка) — село в Краснодонском районе Луганской области Украины. Де факто — с 2014 года населённый пункт контролируется самопровозглашённой Луганской Народной Республикой. Входит в Давыдо-Никольский сельский совет.

## Общие сведения
Занимает площадь 4,84 км². Почтовый индекс — 94462. Телефонный код — 6435. Код КОАТУУ — 4421483004.

## Население
Население по переписи 2001 года составляло 0 человек.

## Местный совет
94460, Луганская обл., Краснодонский р-н, с. Давыдо-Никольское, ул. Комсомольская, 1а; тел. 99-6-24